# Lorenz (Stettin)
Lorenz is een historisch merk van scooters.
Ze werden gemaakt door Ing. Arthur Lorenz, Stettin-Braunsfelde in 1921 en 1922.
Dit was een Duitse fabriek die eigenlijk te vroeg met scooters op de markt kwam. De Lorenz-scooters hadden 211cc-tweetaktmotoren.
Er was nog een merk met de naam Lorenz: zie Lorenz (Berlijn).